# Jack S. Blocker
Jack S. Blocker (* 1913 in Birmingham, Alabama; † 17. September 2006 in Arlington, Virginia) war ein Brigadegeneral der United States Army. Er war unter anderem kommissarischer Kommandeur der 3. Infanteriedivision.
Während der Großen Depression Anfang der 1930er Jahre sicherte sich Blocker seinen Lebensunterhalt mit verschiedenen Aushilfsarbeiten. Er bekam dann einen Studienplatz an der University of Florida in Gainesville. Über das ROTC-Programm dieser Universität gelangte er im Jahr 1936 als Reservist in das Offizierskorps des US-Heeres. In der Armee durchlief er anschließend alle Offiziersränge vom Leutnant bis zum Brigadegeneral.
Ab dem Jahr 1941 war er im aktiven Militärdienst. Nach dem Eintritt der Vereinigten Staaten in den Zweiten Weltkrieg war Blocker auf dem pazifischen Kriegsschauplatz eingesetzt. Er war unter anderem bei den Kämpfen um die Salomonen und an der Rückeroberung der Philippinen beteiligt. Nach dem Krieg gehörte er für einige Zeit den amerikanischen Besatzungstruppen in Japan an.
In den folgenden Jahren versah er den für Offiziere in den entsprechenden Rangstufen üblichen Dienst in unterschiedlichen Einheiten und Standorten. Dazu gehörten auch Aufgaben als Stabsoffizier in verschiedenen Hauptquartieren. Er war unter anderem zunächst in Deutschland und dann in Südkorea stationiert. Dort war er im Jahr 1957 für die in dem asiatischen Land stationierten Nuklearwaffen des US-Heeres verantwortlich. Zur Zeit der Kubakrise im Jahr 1962 gehörte Jack Blocker dem Stab der Joint Chiefs of Staff an. Im weiteren Verlauf wurde er zum Stab der 3. Infanteriedivision in Deutschland versetzt. Von Februar bis April 1966 war er kommissarischer Kommandeur dieser Division. Im Jahr 1969 schied er aus dem aktiven Militärdienst aus.
Nach seiner Pensionierung arbeitete Jack Blocker über 20 Jahre lang für die Beraterfirma Hay Associates. Dabei hatte er namhafte Klienten wie zum Beispiel die amerikanische Handelskammer oder die American Bankers Association. Blocker war auch an der Umstrukturierung des U.S. Postal Service und des Universitätssystems von North Carolina beteiligt. Zudem war er Mitglied in einigen Veteranenorganisationen.
Der mit Bonita Blocker (1913–2003) verheiratete Offizier starb am 17. September 2006 in einem Krankenhaus in Arlington an Herzversagen. Er wurde auf dem Nationalfriedhof Arlington beigesetzt.

## Orden und Auszeichnungen
Jack Blocker erhielt im Lauf seiner militärischen Laufbahn unter anderem die Army Distinguished Service Medal und die Bronze Star Medal verliehen. Außerdem erhielt er eine deutsche Auszeichnung für die Rettung eines Selbstmordkandidaten.